# Кузнецова, Елена Архиповна
Елена Архиповна Кузнецова (1918 — 2008, Ростов-на-Дону) — советская театральная актриса, народная артистка РСФСР (1982).

## Биография
Елена Архиповна Кузнецова родилась в 1918 году. Училась в Омском театральном училище.
В 1940-х годах играла в Омском театре драмы.
В 1946—1952 и 1954—1990 годах была актрисой Ростовского театра драмы имени М. Горького.
Умерла в 2008 году.

## Награды и премии
- Заслуженная артистка РСФСР (1956).
- Орден «Знак Почёта» (7 марта 1960)[1].
- Народная артистка РСФСР (1982).

## Работы в театре

### Ростовский театр драмы
- «Двенадцатая ночь» Уильяма Шекспира
- «Живой труп» Льва Толстого
- «Цыган»
- «Последний срок»
- «Понедельник день тяжелый»
- «Семья» И. Попова — Мария Александровна Ульянова
- «Мой сын Володя» Ю. Яковлева — Мария Александровна Ульянова

## Память
- Мемориальная доска на доме № 44 по Советской улице в Ростове-на-Дону: «В этом доме жили и работали: Народный артист СССР Юрий Александрович Завадский 1936—1940 гг. Народный артист России Александр Алексеевич Никитин 1940—1954 гг. Народная артистка России Елена Архиповна Кузнецова 1954—1990 гг.»[2]. Установлена в 2013 году.